# Jean Lovato
Pour les articles homonymes, voir Lovato.
Jean Lovato, né le 5 mai 1922 à Longwy (Meurthe-et-Moselle) et mort le 5 juillet 2002 à Périgueux (Dordogne), est un homme politique français.

## Détail des fonctions et des mandats
Mandats locaux
- 1967 - 1979 : conseiller général de la Dordogne (canton de Montpon-Ménestérol)[1]
- mars 1983 - mars 1989 : maire de Montpon-Ménestérol (Dordogne)
- 1985 - 1991 : conseiller général de la Dordogne (canton de Montpon-Ménestérol)[1]

Mandat parlementaire
- mai 1973 - juillet 1974 : député de la 1re circonscription de la Dordogne, en tant que suppléant d'Yves Guéna, entré au Gouvernement[2]